# Šeškovci
Šeškovci (cyr. Шешковци) – wieś w Bośni i Hercegowinie, w Republice Serbskiej, w gminie Laktaši. W 2013 roku liczyła 310 mieszkańców.